# Czerwiec 2020

## 29 czerwca
- Pandemia COVID-19: Według stanu na 29 czerwca liczba potwierdzonych zachorowań na całym świecie przekroczyła 10 milionów osób, zaś liczba zgonów to ponad 500 tysięcy[1].

## 28 czerwca
- I tura wyborów prezydenckich w Polsce nie przyniosła rozstrzygnięcia. W II turze, 12 lipca, zmierzą się Andrzej Duda i Rafał Trzaskowski[2].

## 27 czerwca
- Micheál Martin został zaprzysiężony na premiera Irlandii oraz ogłosił skład swojego rządu[3][4].
- Wybory prezydenckie w Islandii.

## 24 czerwca
- Pandemia COVID-19: Według stanu na 24 czerwca liczba potwierdzonych zachorowań na całym świecie to ponad 9,2 miliona osób, zaś liczba zgonów to prawie 500 tysięcy[5].

## 19 czerwca
- W Los Angeles zmarł hiszpański pisarz Carlos Ruiz Zafón[6].
- W wieku 88 lat zmarł Ian Holm, brytyjski aktor filmowy i teatralny[7].

## 18 czerwca
- Pandemia COVID-19: Według stanu na 18 czerwca liczba potwierdzonych zachorowań na całym świecie to ponad 8 milionów osób, zaś liczba zgonów to ponad 440 tysięcy[8].
- W związku z dymisją Muchammedkałyja Abyłgazijewa Prezydent Kirgistanu Sooronbaj Dżeenbekow powołał na stanowisko premiera Kubatbeka Boronowa[9].
- W wieku 103 lat zmarła angielska wokalistka Dame Vera Lynn[10].
- W wieku 84 lat zmarł Siergiej Chruszczow, naukowiec, publicysta i politolog, syn Nikity Chruszczowa[11].
- Evariste Ndayishimiye objął urząd prezydenta Burundi[12].

## 15 czerwca
- Pandemia COVID-19: Emmanuel Macron w orędziu ogłosił zwycięstwo Francji z koronawirusem SARS-CoV-2[13].

## 12 czerwca
- Netta wydała nowy teledysk do singla „Cuckoo”[14][15].

## 10 czerwca
- Plaga szarańczy rozprzestrzenia się na kolejne obszary. Istnieją obawy, że pojawi się w Afryce Zachodniej, Nepalu, Bangladeszu, a nawet w Chinach[16].

## 9 czerwca
- Dokładnie w swoje 66. urodziny zmarł członek zespołu UFO, Paul Chapman[17].

## 8 czerwca
- Pandemia COVID-19: Według stanu na 8 czerwca liczba potwierdzonych zachorowań na całym świecie to ponad 7 milionów osób, zaś liczba zgonów to ponad 400 tysięcy[18].

## 4 czerwca
- Wojna domowa w Libii (od 2014): wojska wspieranego przez Turcję tzw. Rządu Jedności Narodowej w Trypolisie w trakcie rozpoczętej w maju kontrofensywy odzyskały pełną kontrolę nad miastem, odpierając wcześniejszą ofensywę wspieranej m.in. przez Rosję i Egipt tzw. Libijskiej Armii Narodowej generała Chality Haftara i władz z siedzibami w Bengazi i Tobruku[19][20][21].